# Siger Brabantski
Siger Brabantski (tudi Sighier, Sigerus, Sigieri ali Sygerius de Brabantia; *1240 – † 1281/1284) je bil filozof, ki je živel in deloval v 13. stoletju. Rodil se je leta 1240 in umrl naj bi leta 1281 ali leta 1284. Njegov kraj rojstva ni znan in prav tako ni znano, kako je umrl oziroma je več različnih domnev. Ugibanja so, da je umrl naravne smrti v Belgiji ali pa da ga je zabodel do smrti njegov tajnik v Italiji. V svojem življenju se je predvsem ukvarjal z averoizmom in z deli drugih filozofov.

## Življenje
Siger Brabantski je bil pomemben zagovornik averoizma. Bil je eden najpomembnejših, vplivnih in karizmatičnih pariških averoistov. Konservativni člani Rimokatoliške cerkve so ga imeli za radikalnega. Ukvarjal se je z resnicami o delih starodavnih filozofov, predvsem z Aristotelovimi deli. Ustvarjal naj bi od leta 1265 do leta 1277.
Leta 1266 se je začel izobraževati na Filozofski fakulteti na Pariški univerzi v času, ko so izbruhnili nemiri med študentskimi bratovščinami. V eni bratovščini so bili pripadniki naroda Picardov, v drugi pa so bili pripadniki drugih francoskih narodov. Papež je Sigerju kot voditelju bratovščine naroda Picardov, za napad na Francoze, zagrozil z usmrtitvijo. Nadaljnji ukrepi niso bili sprejeti.
Ko je Siger deloval v Liègeu, so ga obtožili, da je učil tako imenovano dvojno resnico. Trdil naj bi, da nekaj lahko dojemamo resnično z razumom, nekaj nasprotnega pa lahko dojemamo resnično z vero. Ker je bil Siger averoist, verjetno ni učil dvojnih resnic, ampak je skušal najti razmerje med vero in razumom, oziroma ju ločiti do neke mere.
Njegov največji nasprotnik je bil Tomaž Akvinski, ki je bil filozof, teolog in pravnik italijanskega porekla ter predstavnik sholastike. Tomaž Akvinski in drugi Sigerjevi nasprotniki niso podpirali ločevanja filozofije od verskih prepričanj, kar je glavna ideja averoizma.
Siger je želel biti v svojem življenju neodvisen od mnenja drugih. Bil je prepričan, da mora vsak dokazati in raziskati neko temo ali problem. Ko pa si ustvariš lastno mnenje o nečem, pa lahko dela ali trditve drugih ovrednotiš za resnične ali napačne in jih podpreš ali popraviš.
V politiki je zagovarjal, da so dobro postavljeni zakoni boljši od dobrih voditeljev.
Leta 1277 je bil Siger obsojen zaradi krivoverstva. Pobegnil je iz Pariza v Italijo in po besedah Johna Peckhama, nadškofa Canterburyja, nesrečno propadel. Kot zagovornik averoizma je imel težko življenje. Bil je preganjan s strani cerkve in filozofskih nasprotnikov.

## Delo

### Filozofija in teologija
Glavna ideja averoizma je ločevanje filozofskega in teološkega sveta, oziroma ločevanje razuma od vere. Eden najpomembnejših predstavnikov averoizma je bil Averroes.
Siger je zagovarjal, da je filozofija neodvisna od teologije. Kasneje se je averoizem zelo približal ateizmu, vendar Siger nikoli ni trdil, da vera ne obstaja. Želel je omejiti teologijo na tisti del, ki je zagotovo resničen. Na primer iz Svetega pisma vemo, da je bil svet ustvarjen. Ne izvemo pa, ali je bil svet ustvarjen v času ali večnosti. Da bi našli odgovor na to, bi morali raziskati božjo voljo, kar pa je nemogoče. Siger se je odločil za rešitev, ki ustreza tako zahtevam vere kot filozofije. Podpiral je ustvarjanje iz večnosti.
Njegov nasprotnik Tomaž Akvinski je pripisal averoistom, da zagovarjajo tezo, da ima celotno človeštvo samo en razum. To pomeni, da individualno razmišljanje sploh ne obstaja. Siger ni podpiral te ideje, kar je tudi razvidno iz njegovih del.

### Metafizika
Metafizika je veja filozofije, ki zajema teme obstoja, bistva, prostora in časa, razmerja med vzroki in posledicami. Prvi je metafiziko omenil Aristotel v svojih delih, ki so bila potem združena v razpravo pod imenom Metafizika. Siger je podal več kritik na Aristotelovo razpravo. V povezavi z metafiziko je Siger zagovarjal, da razlike med obstojem in bistvom ni.